# Kylesa
Kylesa — музыкальная группа из Саванны, штат Джорджия, США, исполняющая авангардный сладж-метал с элементами психоделического стоунер-рока, хардкор-панка, спид-метала. Название группы происходит от буддийского термина kilesa mara, которым именуют помрачённое, изменённое сознание, состояния аффекта.
Группа выпустила семь студийных альбомов, четвёртый из которых, Static Tensions, вышел в марте 2009 года и получил высокие оценки музыкальных критиков.

## История группы
Kylesa образовали в 2001 году участники сладжкор-группы Damad, выпустившей в 90-х годах два альбома: поющий гитарист Филип Коуп, басист Брайан Дьюк и Кристиан Депкен (ударные). Вскоре к ним присоединилась гитаристка Лора Плезантс, которая приехала в Саванну за десять лет до этого, изучать фотографию и дизайн. В отличие от Коупа (бросившего учёбу в том же арт-колледже), она получила свой диплом, некоторое время работала по специальности, а позже участвовала в оформлении релизов Kylesa.
Первое время группа давала полулегальные концерты, собирая зрителей в подвальных помещениях, где превышала все допустимые нормы шумового воздействия и полагаясь во многом на психоделический эффект обстановки.
«В те дни мы выходили на сцену обкуренными, ничего не соображали и не всегда понимали, что и как играем», — вспоминал Коуп.

Свой первый официальный концерт Kylesa дали 2 июня 2001 года вместе с Mastodon и Cream Abdul Babar. 6 июня 2001 года Дюк скончался во сне от эпилептического припадка. Коуп вспоминал:
Назвать это трагедией — значит, ничего не сказать. Мы записали половину первого альбома, и минуло всего несколько дней после нашего самого первого концерта, с Mastodon. Всё вдруг остановилось: это было страшное потрясение для всей нашей системы. Он был добрым другом, которого все мы знали много лет: в этот момент у нас исчезло всякое желание заниматься музыкой. Мне вообще пришлось уехать из Саванны на несколько месяцев — просто необходимо было исчезнуть. К счастью, Лора не теряла со мной контакт и в конце концов уговорила продолжать. Филип Коуп, Kerrang!, 14 марта 2009 года
Полгода спустя, убедив себя в том, что именно таким было бы желание Дюка, группа собралась вновь, пригласив к участию — сначала знакомого музыканта Майкла Редмана, затем — постоянного бас-гитариста (и вокалиста) Кори Бархорста. Спустя год после начала работы над ним дебютный альбом Kylesa вышел на Prank Records. С Кори Бархорстом Kylesa записали два сплита: с Memento Mori (на Hyperrealist Records) и Cream Abdul Babar (на At A Loss Recordings). После выхода EP No Ending 110 Degree Heat Index (2004) Депкен покинул состав.
Kylesa подписал контракт с независимым метал-лейблом Prosthetic Records, на котором — c новым барабанщиком Брендоном Болцли (Brandon Baltzley) выпустили свой второй альбом To Walk a Middle Course (2005). Почти сразу же Болцли ушёл из группы. В 2006 году к Kylesa пришли двое барабанщиков, Карл Макгингли из Unpersons и Джефф Портер. С ними Kylesa записали третий альбом Time Will Fuse Its Worth, вышедший в Хэллоуин 2006 года. В 2008 году Портера заменил Эрик Эрнандес (из Capsule).

### Ударный тандем
Как пишет Kerrang!, «…в когорте сверхтяжёлых американских групп Kylesa выделяются женственным присутствием Плезантс, перемежающей потусторонние вопли с ангельским вокалом, а также ритм-секцией с двумя барабанщиками… При этом Коуп и Плезант убеждены, что ударный тандем — это будущее тяжёлого рока». «Эта идея появилась с самого начала… Мы решили именно так раздвинуть границы тяжёлой музыки», — утверждает Плезантс. "Найти двух ударников, которые бы сыгрались, нелегко. Мы не первая группа, кто это делает, но первая, кому это удалось практически. Думаю это нечто, что только набирает силу и скоро получит широкое распространение", — говорил Брайан Коуп.

#### Static Tensions
Четвёртый альбом Static Tensions, вышел в марте 2009 года и получил высокие оценки музыкальных критиков. По словам Коупа, альбом в целом — «о переменах к лучшему», и не только в общественной жизни (связанными с победой Барака Обамы) но и на метал-сцене, где «…всё резко переменилось, и никто не может теперь сказать, к чему всё это придет».
Филип Коуп отметил, что альбом записывал «в состоянии почти ясного рассудка и … не курил ничего зеленого, ни до, ни в процессе». «У нас есть конечно такая репутация, но это не значит, что мы целыми днями сидим и курим траву. Конечно, она всех нас (за исключением ритм-секции) очень поддерживает… просто потому, что мы все выросли на ней и вели этот образ жизни долгое время», — заметила по этому поводу в (том же) интервью Лора Плезантс.
Журнал Kerrang!, дав альбому оценку 4/5, написал следующее:

В этом насыщенном риффами коктейле смазанных стоунер-рок-мелодий, дум/сладж-грува и психоделических фрик-аутов моменты великолепия видны повсюду, и они доказывают: это — тот самый звёздный альбом, который Kylesa так долго обещали создать. Энергичное и депрессивное одновременно, иногда переключающееся от одной крайности к другой в течение нескольких секунд, это — звучание безумных  учёных: из числа тех, что проводят свои эксперименты в форме ночных джэм-сессий. Оригинальный текст (англ.)A riff-happy cocktail of fuzzy stoner-rock melodies, doom-laden sludge grooves and psychedelic freak-outs, there are moments of brilliance at almost every turn, suggesting that this is indeed the genuinely stellar album Kylesa have long been threatening to make. Upbeat and downtrodden in equal measure - often switching between the two in the space of a few seconds - these are the sounds of the demented scientists, namely those who carry out their experiments by means of late night jam sessions. — Райан Бёрд, Kerrang!, 7 марта 2009 года 
Рецензент отметил 6-минутный трек «Running Red» как «наилучшим образом суммирующий суть альбома», а в числе ближайших ориентиров для сравнения упомянул Fu Manchu и The Sword.

## Участники группы
- Филлип Коуп — вокал, гитара (с 2001)
- Лора Плезенс — вокал, гитара (с 2001)
- Кори Бархорст — бас-гитара, вокал (с 2002)
- Карл Макгинли — ударные, перкуссия (с 2006)
- Эрик Эрнандес — ударные, перкуссия (с 2008)

### Бывшие участники
- Брайан Дюк — бас-гитара, вокал (2001)
- Кристиан Депкен — ударные (2001—2004)
- Брэндон Болтцли — ударные (2004—2005)
- Джефф Портер — ударные (2006—2008)

## Дискография

### Студийные альбомы
- 2002: Kylesa
- 2005: To Walk a Middle Course
- 2006: Time Will Fuse Its Worth
- 2009: Static Tensions
- 2010: Spiral Shadow
- 2013: Ultraviolet
- 2015: Exhausting Fire

#### Мини-альбомы
- 2002: Point of Stillness 7"
- 2004: No Ending/110 Heat Index
- 2006: Skeletal
- 2009: Unknown Awareness

#### Сплиты
- 2002: с Memento Mori
- 2003: с Cream Abdul Babar